# Willard Rice
Willard Wadsworth Rice (21. dubna 1895, Newton, Massachusetts – 21. července 1967, Weston, Massachusetts) byl americký reprezentační hokejový útočník.
S reprezentací USA získal jednu stříbrnou olympijskou medaili (1924).

## Úspěchy
- Stříbro na Letních olympijských hrách – 1924